# Souvigny-de-Touraine
Souvigny-de-Touraine település Franciaországban, Indre-et-Loire megyében. Lakosainak száma 391 fő (2022. január 1.). Souvigny-de-Touraine Chissay-en-Touraine, Amboise, Chargé, Chenonceaux, Chisseaux, Civray-de-Touraine, Mosnes, Saint-Règle és Vallières-les-Grandes községekkel határos.

## Népesség
A település népessége az elmúlt években az alábbi módon változott:
| Lakosok száma | 274  | 275  | 310  | 367  | 377  | 386  | 391  | 393  | 394  | 391  |
|               | 1968 | 1982 | 1990 | 2006 | 2013 | 2015 | 2017 | 2019 | 2020 | 2022 |